# Pseudobagarius baramensis
Pseudobagarius baramensis är en fiskart som först beskrevs av Henry Weed Fowler, 1905.  Pseudobagarius baramensis ingår i släktet Pseudobagarius och familjen Akysidae. Inga underarter finns listade i Catalogue of Life.